# Lazzaro Vasari
Lazzaro Vasari (1399 Arezzo – 1468 tamtéž), také znám jako Lazzaro Taldi či Lazzaro di Niccolò de' Taldi byl italský malíř narozený v Arezzu. Jeho otec byl hrnčíř, stejně jako syn Lazzara Vasariho, Giorgio Vasari I. Malíř Luca Signorelli (1441–1523) byl synovcem Lazzara Vasariho a historik umění Giorgio Vasari byl jeho pravnukem. Nejznámějším dílem Lazzara Vasariho je freska zobrazující Sv. Vincenta Ferrerského v bazilice San Domenico v Arezzu. Lazzaro Vasari v Arezzu zemřel a v tomto městě byl také pohřben u kaple San Giorgio.